# Неготино (Врапчиште)
Неготино (мкд. Неготино), такође архаично срп. Неготин Полошки, је насеље у Северној Македонији, у северозападном делу државе. Неготино припада општини Врапчиште.

## Географија
Насеље Неготино је смештено у северозападном делу Северне Македоније. Од најближег већег града, Гостивара 11 km северно.
Неготино се налази у горњем делу историјске области Полог. Насеље је положено на западном ободу Полошког поља. Источно од насеља пружа се поље, а западно се издиже Шар-планина. Надморска висина насеља је приближно 580 метара.
Клима у насељу је умерено континентална.

## Становништво
Неготино је према последњем попису из 2002. године имало 3.673 становника.
Претежно становништво у насељу су Албанци (99%).
Већинска вероисповест је ислам.